# Attends-moi (film)
Pour plus de détails, voir Fiche technique et Distribution.
Attends-moi (Жди меня) est un film soviétique réalisé par Boris Ivanov et Aleksandr Stolper, sorti en 1943,.

## Fiche technique
- Photographie : Samuil Rubachkin
- Musique : Nikolaï Krioukov
- Décors : Artur Berger, Vladimir Kamskiï
- Montage : Evgeniia Abdirkina